# Praxidike (księżyc)
Praxidike (Jowisz XXVII) – mały księżyc Jowisza, odkryty w 2000 roku przez grupę astronomów z Uniwersytetu Hawajskiego, kierowaną przez Scotta Shepparda.

## Charakterystyka fizyczna
Praxidike jest jednym z mniejszych księżyców Jowisza, jego średnicę ocenia się na około 6,8 km. Średnia gęstość tego ciała to ok. 2,6 g/cm3, składa się ono głównie z krzemianów. Powierzchnia księżyca jest bardzo ciemna – jego albedo wynosi zaledwie 0,04. Z Ziemi można go zaobserwować jako obiekt o jasności wizualnej co najwyżej 21,2 magnitudo.
Praxidike obiega Jowisza ruchem wstecznym, czyli w kierunku przeciwnym do obrotu planety wokół własnej osi. Satelita należy do grupy Ananke.